# Marco Sørensen
Marco Sørensen (ur. 6 września 1990 w Svenstrup) – duński kierowca wyścigowy.

## Życiorys

### Formuła Ford
Marco karierę rozpoczął w 1998 roku, od startów w kartingu. W 2006 roku zadebiutował w serii wyścigów samochodów jednomiejscowych – Duńskiej Formule Ford. W pierwszym sezonie startów zmagania zakończył na 19. miejscu. W drugim podejściu należał do czołówki, ostatecznie plasując się na 3. pozycji w końcowej klasyfikacji. Sørensen wziął udział także w Formule Ford NEZ. Zdobyte w niej punkty sklasyfikowały go na 9. lokacie.
W 2008 roku brał udział w brytyjskim odpowiedniku tego serialu. Duńczyk pięciokrotnie stawał na podium. W ostatnim starcie, na brytyjskim torze Silverstone, odniósł jedyne zwycięstwo. W klasyfikacji generalnej znalazł się na 8. miejscu. W drugiej połowie sezonu Sørensen wystartował w czterech ostatnich rundach niemieckiej serii ADAC Masters. W ośmiu startach Duńczyk aż pięciokrotnie startował z pole position, natomiast w czterech okazał się najlepszy w wyścigu. Pomimo niepełnego stażu, Marco rywalizację ukończył na bardzo wysokiej 4. pozycji.

### Formuła Renault
W listopadzie 2008 roku Sørensen wziął udział w rundzie zimowej edycji Portugalskiej Formuły Renault. Na torze w Estoril, Duńczyk dojechał odpowiednio na siódmej i czwartej lokacie. Dzięki zdobytym punktom, zmagania zakończył na 11. miejscu.
W sezonie 2009 Marco zaangażował się w Północnoeuropejski, a także Europejski Puchar Formuły Renault. Reprezentując niemiecką ekipę Motopark Academy, w pierwszej z nich pięciokrotnie mieścił się w czołowej trójce, z czego raz sięgnął po zwycięstwo (w ostatnim wyścigu, na belgijskim torze Spa-Francorchamps). W drugiej z serii wyniki Duńczyka były wyraźnie słabsze. Sørensen pięciokrotnie zdobywał punkty, a najlepszy wynik odnotował w pierwszym wyścigu, na niemieckim torze Nürburgring, gdzie był szósty. Ostatecznie rywalizację ukończył odpowiednio na 3. i 15. pozycji.

### Formuła 3
W latach 2010–2011 Duńczyk brał udział w Niemieckiej Formule 3. Ścigając się w zespole Brandl Motorsport, Marco wystartował w ośmiu wyścigach. Po punkty sięgnął w czterech startach, a podczas pierwszego wyścigu na Nürburgringu, startując z pierwszego pola startowego, zajął najniższy stopień podium. Zdobyte punkty uplasowały go na 11. miejscu. W drugim sezonie współpracy z niemiecką ekipą, Sørensen pewnie sięgnął po tytuł wicemistrzowski, ustępując jedynie dominującemu Nowozelandczykowi Richie Stanaway’owi. Duńczyk stawał na podium we wszystkich startach (nie wystartował w Assen), dwukrotnie przy tym odnosząc wygraną (na Spa-Francorchamps i Lausitzringu). Belgijska runda był najlepsza w wykonaniu Sørensena, który nie tylko zwyciężył w obu sesjach kwalifikacyjnych, ale także dwa razy ustanowił najlepszy czas wyścigu. Jego skuteczność jest widoczna zwłaszcza w klasyfikacji punktowej, gdzie zdobył dwa razy więcej punktów od czwartego Izraelczyka Alona Daya.

### Formuła Renault 3.5
Na sezon 2012 Sørensen podpisał kontrakt ze stajnią Lotus, na udział w Formule Renault 3.5. W ciągu sezonu trzykrotnie stanął na podium, w tym zwyciężył sobotni wyścig na torze Circuit de Spa-Francorchamps. Z dorobkiem 122 punktów uplasował się na 6 pozycji w klasyfikacji kierowców.
W sezonie 2013 Sørensen przedłużył kontrakt ze stajnią Lotus. Sezon rozpoczął plasując się regularnie pod koniec pierwszej dziesiątki, z wyjątkiem drugiej pozycji w Monako. Podczas rundy na Red Bull Ringu Duńczyk nie miał sobie rundy, zwyciężając oba wyścigi. Z dorobkiem 113 punktów ukończył sezon na siódmym miejscu w klasyfikacji generalnej.
W sezonie 2014 Sørensen podpisał kontrakt z francuską ekipą Tech 1 Racing. Podczas wyścigu na torze Circuit de Monaco stanął na drugim stopniu podium. Uzbierał łącznie 44 punktów, co dało mu dwunaste miejsce w końcowej klasyfikacji kierowców.

### Seria GP2
W 2014 roku podczas rundy w Wielkiej Brytanii Duńczyk zastąpił Tio Ellinasa w bolidzie holenderskiej ekipy MP Motorsport. Wystartował łącznie w czternastu wyścigach, spośród których w dziewięciu zdobywał punkty. W sprincie w Soczi odniósł swoje pierwsze zwycięstwo w GP2. Uzbierał łącznie 47 punktów, które zapewniły mu jedenaste miejsce w końcowej klasyfikacji kierowców.
W roku 2015 przeniósł się do brytyjskiej ekipy Carlin. Wystartował w ośmiu wyścigach, jednak w żadnym nie zdobył punktów. Najwyżej dojechał w sprincie na austriackim torze Red Bull Ring, gdzie był szesnasty. W związku z tym postanowił zrezygnować z dalszego udziału w serii i skupił się na wyścigach długodystansowych.

### Wyścigi długodystansowe
W sezonie 2015 został etatowym kierowcą fabrycznego zespołu Aston Martin Racing w Mistrzostwach Świata Samochodów Długodystansowych w klasie LMGTE Pro. Partnerowali mu jego rodacy, Nicki Thiim oraz Christoffer Nyggard. Już w pierwszym starcie, na brytyjskim torze Silverstone, sięgnęli po pole position. Wyścig zakończyli jednak tuż za podium, na czwartej lokacie. Ten sam wynik powtórzyli jeszcze na Nürburgringu i w Sakhir. Zdobyte punkty sklasyfikowały go na 8. miejscu. W 24-godzinnym wyścigu Le Mans także zabrakło im szczęścia do podium i ponownie zajęli 4. miejsce.

## Wyniki

### GP2
| Legenda oznaczeń w tabelach wyników Wyświetl szablon na nowej stronie | Legenda oznaczeń w tabelach wyników Wyświetl szablon na nowej stronie                                                                     |
| Oznaczenie                                                            | Wyjaśnienie |
| --------------------------------------------------------------------- | --- |
| Złoty                                                                 | Zwycięzca lub mistrzostwo |
| Srebrny                                                               | 2. miejsce lub wicemistrzostwo |
| Brązowy                                                               | 3. miejsce lub II wicemistrzostwo |
| Zielony                                                               | Ukończył, punktował (w klasyfikacji generalnej, gdy zdobył co najmniej jeden punkt na przestrzeni sezonu, poza trzema powyższymi opcjami) |
| Niebieski                                                             | Ukończył, nie punktował (w klasyfikacji generalnej, gdy nie zdobył co najmniej jednego punktu na przestrzeni sezonu)                      |
| Czerwony                                                              | Nie zakwalifikował się (NZ) |
| Czerwony                                                              | Nie prekwalifikował się (NPK) |
| Różowy                                                                | Nie ukończył (NU) |
| Różowy                                                                | Niesklasyfikowany (NS) (w klasyfikacji generalnej, gdy nie został sklasyfikowany w żadnym wyścigu sezonu)                                 |
| Czarny                                                                | Zdyskwalifikowany (DK) |
| Czarny                                                                | Wykluczony (WYK/EX) |
| Biały                                                                 | Nie wystartował (NW) |
| Biały                                                                 | Kontuzjowany (K/INJ) |
| Biały                                                                 | Wyścig odwołany (OD/C) |
| Bez koloru                                                            | Został wycofany (WYC/WD) |
| Bez koloru                                                            | Nie przybył (NP/DNA) |
| Bez koloru                                                            | Nie brał udziału w treningach (NT/DNP) |
| Bez koloru                                                            | Nie został zgłoszony (–) |
| Pogrubienie                                                           | Start z pole position |
| Kursywa                                                               | Najszybsze okrążenie wyścigu |
| †                                                                     | Nie ukończył, ale jego rezultat został zaliczony ze względu na przejechanie więcej niż 90% dystansu wyścigu.                              |
| *                                                                     | Sezon w trakcie |
| 1/2/3                                                                 | Punktowana pozycja w sprincie kwalifikacyjnym                                                                                             |
| Lista systemów punktacji Formuły 1                                    | |

| Rok  | Zespół        | Wyniki w poszczególnych eliminacjach | Wyniki w poszczególnych eliminacjach | Wyniki w poszczególnych eliminacjach | Wyniki w poszczególnych eliminacjach | Wyniki w poszczególnych eliminacjach | Wyniki w poszczególnych eliminacjach | Wyniki w poszczególnych eliminacjach | Wyniki w poszczególnych eliminacjach | Wyniki w poszczególnych eliminacjach | Wyniki w poszczególnych eliminacjach | Wyniki w poszczególnych eliminacjach | Wyniki w poszczególnych eliminacjach | Wyniki w poszczególnych eliminacjach | Wyniki w poszczególnych eliminacjach | Wyniki w poszczególnych eliminacjach | Wyniki w poszczególnych eliminacjach | Wyniki w poszczególnych eliminacjach | Wyniki w poszczególnych eliminacjach | Wyniki w poszczególnych eliminacjach | Wyniki w poszczególnych eliminacjach | Wyniki w poszczególnych eliminacjach | Wyniki w poszczególnych eliminacjach | Punkty | Pozycja |
| ---- | ------------- | ------------------------------------ | ------------------------------------ | ------------------------------------ | ------------------------------------ | ------------------------------------ | ------------------------------------ | ------------------------------------ | ------------------------------------ | ------------------------------------ | ------------------------------------ | ------------------------------------ | ------------------------------------ | ------------------------------------ | ------------------------------------ | ------------------------------------ | ------------------------------------ | ------------------------------------ | ------------------------------------ | ------------------------------------ | ------------------------------------ | ------------------------------------ | ------------------------------------ | ------ | ------- |
| 2014 | MP Motorsport | BHR                                  | BHR                                  | ESP                                  | ESP                                  | MON                                  | MON                                  | AUT                                  | AUT                                  | GBR                                  | GBR                                  | DEU                                  | DEU                                  | HUN                                  | HUN                                  | BEL                                  | BEL                                  | ITA                                  | ITA                                  | RUS                                  | RUS                                  | ARE                                  | ARE                                  | 47     | 11      |
| 2014 | MP Motorsport | –                                    | –                                    | –                                    | –                                    | –                                    | –                                    | –                                    | –                                    | 9                                    | 8                                    | 9                                    | 4                                    | 10                                   | 10                                   | 14                                   | 11                                   | 7                                    | 4                                    | 8                                    | 1                                    | NU                                   | 21                                   | 47     | 11      |
| 2015 | Carlin        | BHR                                  | BHR                                  | ESP                                  | ESP                                  | MON                                  | MON                                  | AUT                                  | AUT                                  | GBR                                  | GBR                                  | HUN                                  | HUN                                  | BEL                                  | BEL                                  | ITA                                  | ITA                                  | RUS                                  | RUS                                  | BHR                                  | BHR                                  | ARE                                  |                                      | 0      | 33      |
| 2015 | Carlin        | NU                                   | 21                                   | 19                                   | 22                                   | NU                                   | 20                                   | 18                                   | 16                                   | –                                    | –                                    | –                                    | –                                    | –                                    | –                                    | –                                    | –                                    | –                                    | –                                    | –                                    | –                                    | –                                    |                                      | 0      | 33      |

### Formuła Renault 3.5
| Legenda oznaczeń w tabelach wyników Wyświetl szablon na nowej stronie | Legenda oznaczeń w tabelach wyników Wyświetl szablon na nowej stronie                                                                     |
| Oznaczenie                                                            | Wyjaśnienie |
| --------------------------------------------------------------------- | --- |
| Złoty                                                                 | Zwycięzca lub mistrzostwo |
| Srebrny                                                               | 2. miejsce lub wicemistrzostwo |
| Brązowy                                                               | 3. miejsce lub II wicemistrzostwo |
| Zielony                                                               | Ukończył, punktował (w klasyfikacji generalnej, gdy zdobył co najmniej jeden punkt na przestrzeni sezonu, poza trzema powyższymi opcjami) |
| Niebieski                                                             | Ukończył, nie punktował (w klasyfikacji generalnej, gdy nie zdobył co najmniej jednego punktu na przestrzeni sezonu)                      |
| Czerwony                                                              | Nie zakwalifikował się (NZ) |
| Czerwony                                                              | Nie prekwalifikował się (NPK) |
| Różowy                                                                | Nie ukończył (NU) |
| Różowy                                                                | Niesklasyfikowany (NS) (w klasyfikacji generalnej, gdy nie został sklasyfikowany w żadnym wyścigu sezonu)                                 |
| Czarny                                                                | Zdyskwalifikowany (DK) |
| Czarny                                                                | Wykluczony (WYK/EX) |
| Biały                                                                 | Nie wystartował (NW) |
| Biały                                                                 | Kontuzjowany (K/INJ) |
| Biały                                                                 | Wyścig odwołany (OD/C) |
| Bez koloru                                                            | Został wycofany (WYC/WD) |
| Bez koloru                                                            | Nie przybył (NP/DNA) |
| Bez koloru                                                            | Nie brał udziału w treningach (NT/DNP) |
| Bez koloru                                                            | Nie został zgłoszony (–) |
| Pogrubienie                                                           | Start z pole position |
| Kursywa                                                               | Najszybsze okrążenie wyścigu |
| †                                                                     | Nie ukończył, ale jego rezultat został zaliczony ze względu na przejechanie więcej niż 90% dystansu wyścigu.                              |
| *                                                                     | Sezon w trakcie |
| 1/2/3                                                                 | Punktowana pozycja w sprincie kwalifikacyjnym                                                                                             |
| Lista systemów punktacji Formuły 1                                    | |

| Rok  | Zespół        | Wyniki w poszczególnych eliminacjach | Wyniki w poszczególnych eliminacjach | Wyniki w poszczególnych eliminacjach | Wyniki w poszczególnych eliminacjach | Wyniki w poszczególnych eliminacjach | Wyniki w poszczególnych eliminacjach | Wyniki w poszczególnych eliminacjach | Wyniki w poszczególnych eliminacjach | Wyniki w poszczególnych eliminacjach | Wyniki w poszczególnych eliminacjach | Wyniki w poszczególnych eliminacjach | Wyniki w poszczególnych eliminacjach | Wyniki w poszczególnych eliminacjach | Wyniki w poszczególnych eliminacjach | Wyniki w poszczególnych eliminacjach | Wyniki w poszczególnych eliminacjach | Wyniki w poszczególnych eliminacjach | Punkty | Pozycja |
| ---- | ------------- | ------------------------------------ | ------------------------------------ | ------------------------------------ | ------------------------------------ | ------------------------------------ | ------------------------------------ | ------------------------------------ | ------------------------------------ | ------------------------------------ | ------------------------------------ | ------------------------------------ | ------------------------------------ | ------------------------------------ | ------------------------------------ | ------------------------------------ | ------------------------------------ | ------------------------------------ | ------ | ------- |
| 2012 | Lotus         | ARA                                  | ARA                                  | MON                                  | BEL                                  | BEL                                  | DEU                                  | DEU                                  | RUS                                  | RUS                                  | GBR                                  | GBR                                  | HUN                                  | HUN                                  | FRA                                  | FRA                                  | CAT                                  | CAT                                  | 122    | 6       |
| 2012 | Lotus         | 7                                    | NU                                   | 6                                    | 1                                    | 7                                    | 6                                    | 2                                    | 6                                    | NU                                   | NU                                   | 19                                   | 8                                    | 2                                    | 5                                    | 5                                    | 10                                   | NU                                   | 122    | 6       |
| 2013 | Lotus         | ITA                                  | ITA                                  | ARA                                  | ARA                                  | MON                                  | BEL                                  | BEL                                  | RUS                                  | RUS                                  | AUT                                  | AUT                                  | HUN                                  | HUN                                  | FRA                                  | FRA                                  | CAT                                  | CAT                                  | 113    | 7       |
| 2013 | Lotus         | NW                                   | 18                                   | 9                                    | 10                                   | 2                                    | 5                                    | 10                                   | 10                                   | 17                                   | 1                                    | 1                                    | 12                                   | 9                                    | 4                                    | 5                                    | NU                                   | 7                                    | 113    | 7       |
| 2014 | Tech 1 Racing | ITA                                  | ITA                                  | ARA                                  | ARA                                  | MON                                  | BEL                                  | BEL                                  | RUS                                  | RUS                                  | DEU                                  | DEU                                  | HUN                                  | HUN                                  | FRA                                  | FRA                                  | JER                                  | JER                                  | 44     | 12      |
| 2014 | Tech 1 Racing | NU                                   | NU                                   | 15                                   | 7                                    | 2                                    | 8                                    | 10                                   | 15                                   | 15                                   | 10                                   | 14                                   | 7                                    | 9                                    | 8                                    | NU                                   | 9                                    | NU                                   | 44     | 12      |

### Podsumowanie
| Sezon | Seria                                         | Zespół              | Wyścigi | Zwycięstwa | PP | NO | Podium | Punkty | Pozycja |
| ----- | --------------------------------------------- | ------------------- | ------- | ---------- | -- | -- | ------ | ------ | ------- |
| 2007  | Duńska Formuła Ford                           | Lucas Racing        | 16      | 4          | 7  | 16 | 12     | 238    | 3       |
| 2008  | ADAC Formel Masters                           | ma-con Motorsport   | 8       | 4          | 5  | 3  | 6      | 125    | 4       |
| 2008  | Brytyjska Formuła Ford                        | Fluid Motorsport    | 22      | 1          | 0  | 3  | 5      | 327    | 8       |
| 2008  | Portugalska Formuła Renault (edycja zimowa)   | Motopark Academy    | 2       | 0          | 0  | 0  | 1      | 12     | 11      |
| 2009  | Europejski Puchar Formuły Renault 2.0         | Motopark Academy    | 14      | 0          | 0  | 0  | 0      | 15     | 15      |
| 2009  | Północnoeuropejski Puchar Formuły Renault 2.0 | Motopark Academy    | 14      | 1          | 0  | 1  | 4      | 232    | 3       |
| 2010  | Niemiecka Formuła 3                           | Brandl Motorsport   | 8       | 0          | 1  | 0  | 1      | 18     | 11      |
| 2011  | Niemiecka Formuła 3                           | Brandl Motorsport   | 16      | 2          | 2  | 2  | 15     | 126    | 2       |
| 2011  | Formuła 3 Euro Series                         | Mücke Motorsport    | 3       | 1          | 1  | 1  | 1      | 0      | NS†     |
| 2012  | Formuła Renault 3.5                           | Lotus               | 17      | 1          | 0  | 0  | 3      | 122    | 6       |
| 2013  | Formuła Renault 3.5                           | Lotus               | 17      | 2          | 2  | 1  | 3      | 113    | 7       |
| 2014  | Formuła Renault 3.5                           | Tech 1 Racing       | 17      | 0          | 0  | 0  | 1      | 44     | 12      |
| 2014  | Seria GP2                                     | MP Motorsport       | 14      | 1          | 0  | 0  | 1      | 47     | 11      |
| 2015  | Seria GP2                                     | Carlin              | 8       | 0          | 0  | 0  | 0      | 0      | 33      |
| 2015  | World Endurance Championship                  | Aston Martin Racing | 7       | 0          | 1  | 0  | 0      | 81     | 8       |

† – nie był klasyfikowany.